# Publio Vilio Tápulo
Publio Vilio Tápulo (en latín, Publius Villius Tappulus) fue un político y militar romano que fue edil plebeyo en el año 204 a. C. y pretor en 203 a. C., con Sicilia como su provincia. 
En 201 a. C., fue uno de los decemviri nombrados para la asignación de algunas de las tierras públicas en Samnio y Apulia a los soldados que habían servido bajo el mando de Escipión el Africano en África. En el año 199 a. C. fue cónsul con Lucio Cornelio Léntulo. 
En su consulado tuvo la conducción de la guerra contra Filipo de Macedonia, conocida como la segunda guerra macedónica, pero no realizó nada de importancia. Al año siguiente se desempeñó como legatus de su sucesor Tito Quincio Flaminino; tras la derrota de Filipo en el año 196 a. C., fue uno de los diez comisionados nombrados por el Senado para determinar con Flaminino las condiciones de paz con el rey de Macedonia. 
Después de concluir la paz con Filipo, Tápulo y uno de sus colegas fue en una misión con Antíoco en Asia. En 193 a. C. fue enviado de nuevo con Antíoco, y al año siguiente fue también uno de los embajadores enviados a Grecia.